# 위공 주우
주우(州吁, ? ~ 기원전 719년)은 위(衛)나라의 14대 군주로, 장공(莊公)의 아들이자 환공(桓公)의 동생이다.

## 생애

### 공자 시절
장공의 첩의 아들이다.
장공 18년(기원전 740), 주우는 장성하여 병법을 좋아하였다. 장공은 주우를 장군에 임명하였는데, 이때 상경(上卿) 석작(石碏)이 간언하였으나 듣지 않았다.
환공 2년(기원전 733), 주우는 환공에게 배척당하여 위나라를 떠났다.
환공 13년(기원전 722), 정(鄭)나라에서 장공(莊公)의 동생 공숙단(共叔段)이 내분을 일으켜 달아났다. 주우는 공숙단과 손을 잡고, 함께 환공을 해칠 궁리를 하였다.

### 찬탈
환공 16년(기원전 719) 봄, 주우는 위나라의 도망자들과 함께 환공을 습격하여 죽이고 스스로 위나라의 군주가 되었다. 또 주우는 공숙단을 위하여 송(宋)나라 · 진(陳)나라 · 채(蔡)나라와 연합하여 정나라를 쳤고, 노(魯)나라에도 원군을 요청하여 노나라에서는 공자 우보(羽父)를 보냈다. 이 싸움은 연합군의 승리로 끝났으나, 백성들은 주우에게 반감을 가졌다.

### 최후
한편, 진(陳)나라로 피신하였던 석작은 환공(桓公)과 모의하여 주우를 죽이려 하였다.
9월, 주우는 측근 석후(石厚)와 함께 진나라에 붙잡혀 복(濮) 땅에서 처형되었다.
| 선대 형 위 환공 | 제14대 위나라 임금 기원전 719년 | 후대 형제 위 선공 |